# Ceratophyus hoffmannseggi
Ceratophyus hoffmannseggi é uma espécie de insetos coleópteros polífagos pertencente à família Geotrupidae.
A autoridade científica da espécie é Fairmaire, tendo sido descrita no ano de 1856.
Trata-se de uma espécie presente no território português.